# Ruffiac
Ruffiac (bret. Rufieg) – miejscowość i gmina we Francji, w regionie Bretania, w departamencie Morbihan.
Według danych na rok 1990 gminę zamieszkiwały 1374 osoby, a gęstość zaludnienia wynosiła 38 osób/km² (wśród 1269 gmin Bretanii Ruffiac plasuje się na 458. miejscu pod względem liczby ludności, natomiast pod względem powierzchni na miejscu 186.).